# Desmomys harringtoni
Desmomys harringtoni  (Thomas, 1902) è un roditore della famiglia dei Muridi endemico dell'Etiopia.

## Descrizione

### Dimensioni
Roditore di medie dimensioni, con la lunghezza della testa e del corpo tra 128 e 144 mm, la lunghezza della coda tra 122 e 135 mm, la lunghezza del piede tra 27 e 29 mm, la lunghezza delle orecchie tra 17 e 18 mm e un peso fino a 77 g.

### Aspetto
La pelliccia è lunga e soffice. Le parti dorsali sono bruno-nerastre particolarmente lungo la spina dorsale, la base dei peli è grigia, i fianchi sono più chiari, mentre le parti ventrali sono bianche o bianco-grigiastre con una sottile striscia giallo-brunastra lungo il centro del petto. LA linea di demarcazione lungo i fianchi è netta. Le orecchie sono arrotondate e rivestite di corti peli giallo-brunastri. LA coda è lunga circa quanto la testa ed il corpo, è scura sopra, chiara sotto e ricoperta di anelli di scaglie e corte setole. Il cariotipo è 2n=52 FNa=72.

## Biologia

### Comportamento
È una specie notturna e parzialmente arboricola. Costruisce nidi di steli d'erba intrecciati nella boscaglia.

### Alimentazione
Si nutre di steli d'erba e foglie.

### Riproduzione
Sono stati osservati sei giovani in un nido nel mese di dicembre.

## Distribuzione e habitat
Questa specie è diffusa negli altopiani dell'Etiopia centrale.
Vive nelle foreste umide montane e nelle boscaglie tra 1.880 e 3.300 metri di altitudine. Talvolta è presente anche in zone agricole adiacenti alle aree forestali.

## Conservazione
La IUCN Red List, considerato il vasto areale, la tolleranza alle modifiche ambientali e la popolazione numerosa, classifica D.harringtoni come specie a rischio minimo (Least Concern).